# Vidéogrammes d'une révolution
Pour plus de détails, voir Fiche technique et Distribution.
Vidéogrammes d'une révolution (Videogramme einer Revolution) est un film allemand réalisé par Andrei Ujică et Harun Farocki, sorti en 1992.

## Synopsis
Le film retrace la Révolution roumaine de 1989 à l'aide d'images d'archives depuis le 21 décembre 1989, le dernier discours de Ceausescu, au 26 décembre 1989, le premier reportage télévisé de son procès.

## Fiche technique
- Titre : Vidéogrammes d'une révolution
- Titre original :  Videogramme einer Revolution
- Réalisation : Andrei Ujică et Harun Farocki
- Scénario : Andrei Ujică et Harun Farocki
- Pays d'origine : Allemagne
- Format : Couleurs - 35 mm - 1,37:1
- Genre : documentaire, guerre
- Durée : 106 minutes
- Date de sortie :
  -  Suisse : 1992

## Distribution
- Nicolae Ceausescu : lui-même (images d'archive)
- Elena Ceaușescu : elle-même (images d'archive)
- Ion Caramitru : lui-même
- Mircea Dinescu : lui-même
- Thomas Schultz : le narrateur
- Alexa Visarion : lui-même